# Ellipteroides (Protogonomyia) hutsoni
Ellipteroides (Protogonomyia) hutsoni is een tweevleugelige uit de familie steltmuggen (Limoniidae). De soort komt voor in het Palearctisch gebied.